# Улица Щетинкина (Новосибирск)
Улица Щети́нкина  (до 1927 — Барнаульская) — улица в Железнодорожном и Центральном районах Новосибирска. Состоит из трёх не связанных друг с другом частей.
Первая часть улицы начинается в административно-жилом квартале между проспектом Димитрова, улицей Революции и безымянной улицей, проходящей вдоль путей Западно-Сибирской железной дороги, пересекает улицу Революции, после чего образует Т-образный перекрёсток с улицей Урицкого. Вторая часть начинается от Красного проспекта и заканчивается, примыкая к улице Серебренниковской. Третья часть расположена в жилом квартале между улицами Военной, Ипподромской и Семьи Шамшиных, вместе с которой образует Т-образный перекрёсток. Заканчивается напротив ТРЦ «Аура» (~ 52 м).

## Название
Улица названа в честь П. Е. Щетинкина, руководителя советского партизанского движения в Сибири во время Гражданской войны.

## История
В начале XX века на улице расположилось Новониколаевское городское полицейское управление.
В 1926 году на улице в доме № 45 открылась 2-я акушерско-гинекологическая больница, в 1927 — физико-терапевтическая лечебница (дом № 46), в 1929 — наркологический диспансер (дом № 42), в 1936 — детская клиническая больница.

## Достопримечательности

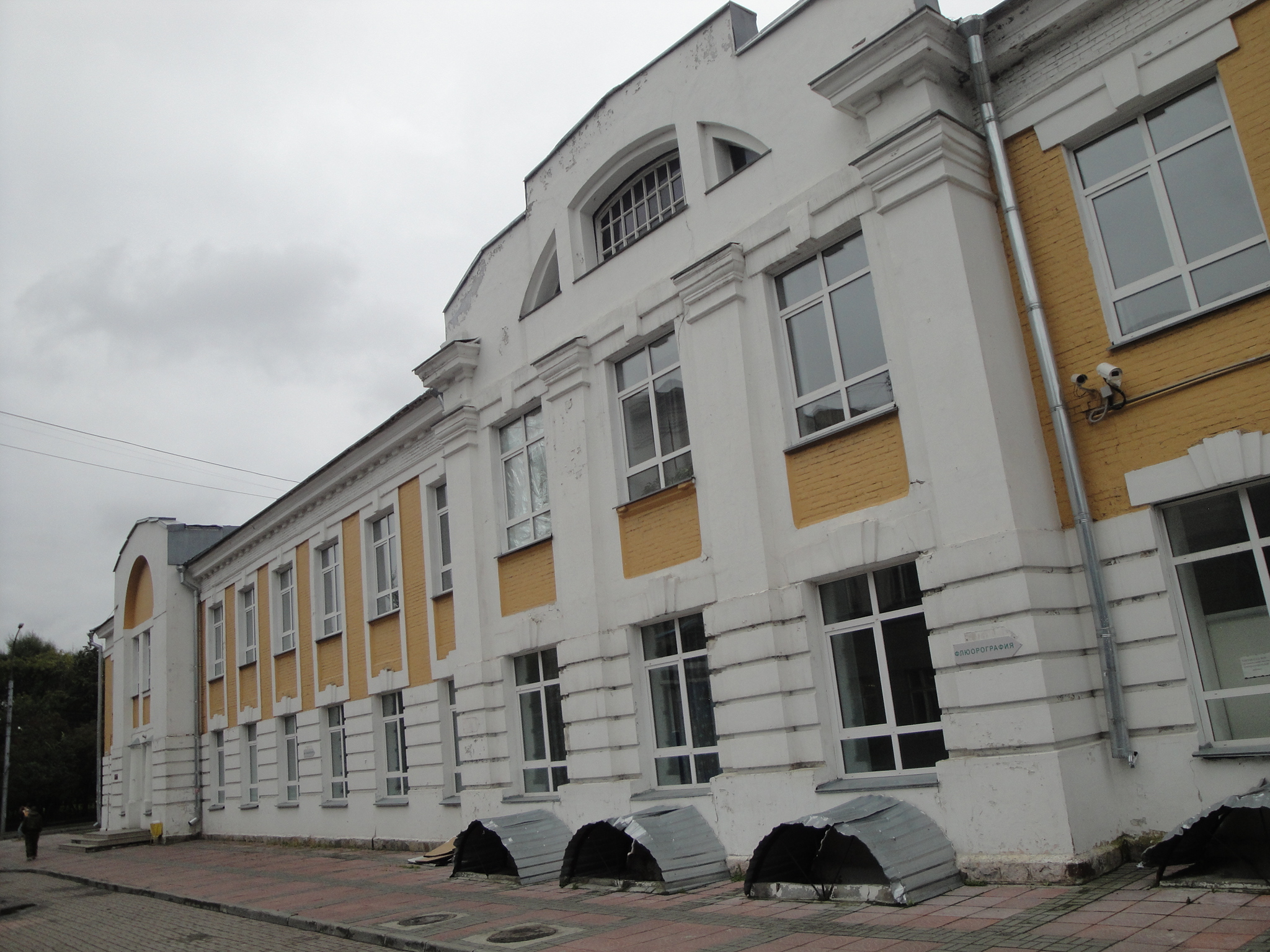
Здание больницы.

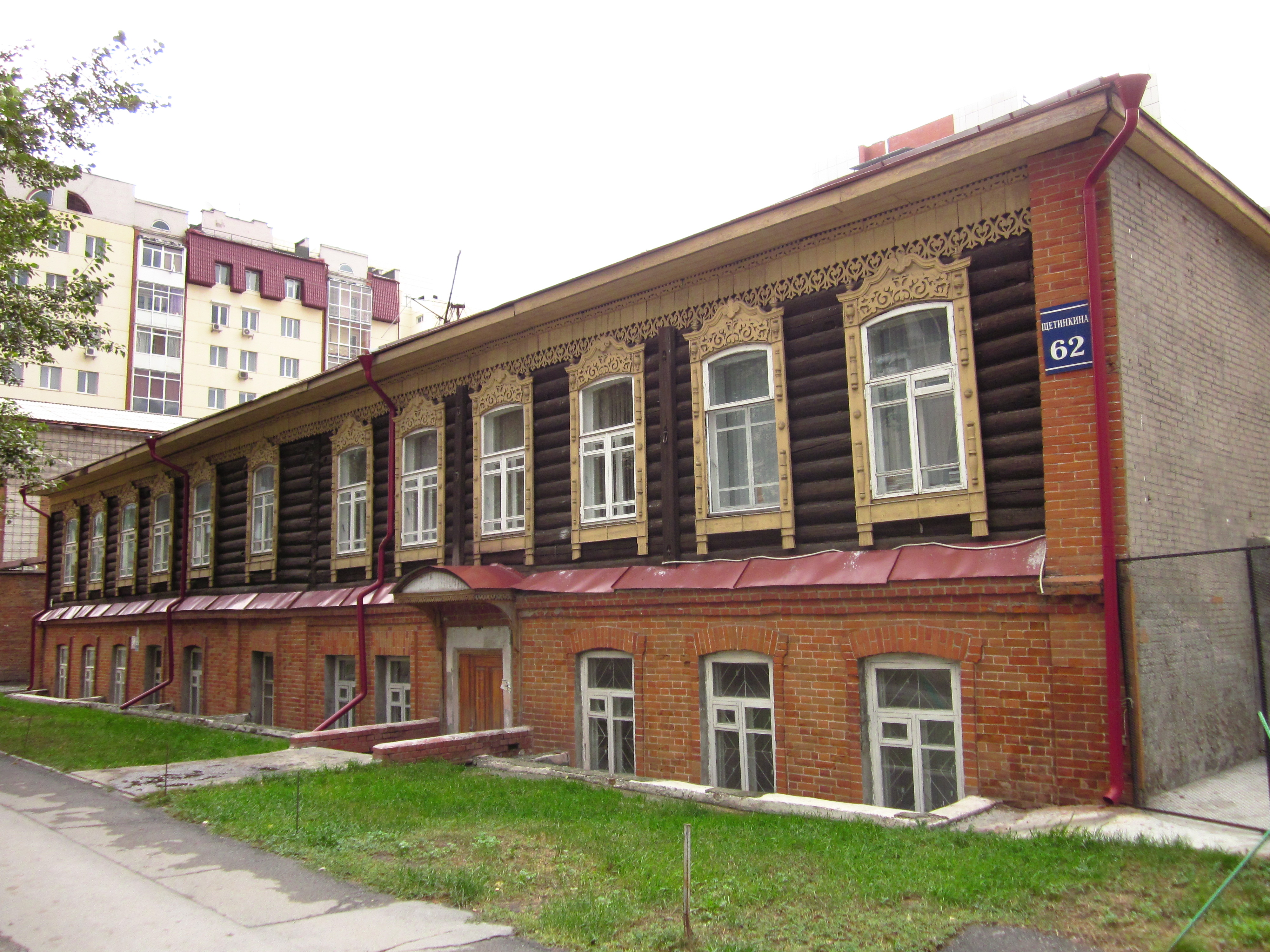
Арестный дом.

### Памятники архитектуры
- Арестный дом — двухэтажное здание, сооружённое в 1915 году. В 1918 году здесь содержались под стражей члены президиума Новониколаевского Совета рабочих и солдатских депутатов, убитые белочехами 4 июня 1918 года во время перевода из арестного дома на гауптвахту Военного городка[4].
- Промбанк СССР — здание, возведённое в 1925 году архитекторами Г. Г. Гольцем и В. А. Швидковским. Позднее над ним надстроили два этажа. В 1950-е годы здание реконструировали, после чего оно приобрело черты сталинского ампира. В настоящее время (по состоянию на 2015 год) в здании расположена новосибирская мэрия[5].
- Больница на Щетинкина — здание в стиле неоклассицизма на перекрёстке улиц Щетинкина и Советской, построенное в 1928 году. Памятник архитектуры регионального значения[6][7].
- Улица Щетинкина № 36 — многоквартирный дом, построенный в середине 1930-х годов. Архитектор — А. Н. Ширяев. Стиль здания содержит в себе элементы конструктивизма и советского классицизма[8].
- Улица Щетинкина № 54 — двухэтажное здание, памятник архитектуры регионального значения[9].

### Другие достопримечательности
- Памятник Глинке
- Аллея связистов имени А. И. Никулина
- Сквер Героев Революции

## Организации
- Мэрия Новосибирска
- Главное Управление МВД РФ по Сибирскому федеральному округу
- Бейт Менахем, еврейский общинный культурный центр.